# El oráculo
El oráculo (título original en italiano: L'oracolo) es una novela publicada en el año 1990 por el escritor italiano Valerio Massimo Manfredi.

## Trama
El escenario que se presenta en la apertura de la novela es una Grecia devastada por la Dictadura de los Coroneles y sacudida por la protesta de los estudiantes.
Claudio Setti, el personaje principal es un joven italiano que estudia la arqueología en Atenas, así como el francés Michel Charrier y el británico Norman Shields. Heleni Kaloudis, la novia de Claudio Setti, es nativa del país heleno y participa activamente en la revuelta estudiantil.
La noche del 17 de noviembre de 1973 Heleni es herida durante la protesta en el Politécnico y los otros tres le ayudan a esconderse en el sótano del Museo Nacional.
Esa noche misma, un famoso arqueólogo corona el sueño de una vida al desenterrar una olla de oro inquietante belleza, que representa la profecía del adivino Tiresias: La prueba de La Odisea segunda Tierra, el último viaje de Ulises en la que el héroe Homero le pide el oráculo de los muertos.
Poco después muere sin razón aparente, pero antes de expirar las órdenes de su ayudante, Aristotelis Malidis, para entregar una carta a la dirección de una imprenta en Atenas, que está deshabitada.
Al parecer, en este momento por primera vez en la novela un personaje cuya identidad sigue siendo desconocida hasta el final: es el destinatario de la carta y están llevando a cabo un estudio con un arqueólogo. Cumpliendo la última voluntad del profesor también, Ari ocultar la olla de oro en las bóvedas del Museo Nacional de Atenas.
Pocas horas después de los cuatro muchachos, que habían buscado refugio en el museo, destapan la olla y su visión serán destinados a seguir siendo grabado en la mente de cada uno de ellos.
Pero Michel fue detenido por la policía y sometido a tortura, fue obligado a informar a los amigos del capitán Karamanlis. Heleni es violada y asesinada por el capitán Vlassos, indefensa ante los ojos de Claudio.
El misterioso personaje entre lazada con la historia del vaso de Tiresias es presentado como Almirante Bogdanos y de hacerse cargo de Claudio, pero no lo matan, pero ayuda a reconstruir una nueva vida en Italia, bajo una identidad falsas.
La historia luego avanza diez años, Michel y Norman que por la noche no había más visto u oído hasta ahora han convertido en profesionales y profesores, pero tampoco fue capaz de olvidar lo que pasó ese terrible día.
El asesinato de su padre, jefe de la Embajada británica en Atenas, y la reaparición de la jarra de Tiresias en un lugar de Grecia para venir por Michel Norman impulsar la propuesta de regresar a Atenas para finalmente descubrir la verdad sobre la muerte de sus amigos y hacer sacar a la luz publica lo sucedido con el asesinato de su padre.
Consciente de que esto significaría abrir viejas heridas y reconciliarse con el pasado, Michel, que nunca lo ha perdonado por haber traicionado a sus amigos, está de acuerdo.
Mientras tanto, en Grecia comienzan unos asesinatos extraño por los dos métodos utilizados, con unos escritos en la parte izquierda del cadáver que dicen «Estoy desnuda, tengo frío», y está relacionado con los asesinatos: los agentes de policía que tenía un papel en la muerte de heleni son asesinados uno por uno con de arco y el asesino dejó mensajes que contengan frases de varias obras de la antigüedad por el papel desempeñado por cada uno.
Michael Norman al darse cuenta de que el único con razones suficientes como para cometer estos crímenes es Claudio y esa misma deducción llega a la mente del capitán Karamanlis, y esta consciente de que el puede ser la próxima víctima.
La novia de Michel, Mireille decide viajar a su tiempo en Grecia y para investigar: el hombre que sigue en la novela parece tener un papel por encima de los demás personajes y manipular sus acciones, la policía descubrió que no estaba en Atenas Almirante realidad Bogdanos, y penetra a través de los pasajes subterráneos en la imprenta cerrada por algún tiempo.
Aquí está la carta enviada por el arqueólogo diez años antes de morir en el carácter misterioso y descubre que la profecía, representada en los registros de la vasija de oro, se refiere a los sacrificios que se llevarán a cabo en un lugar situado en el vértice de un triángulo cuyos base es el segmento que une Dodona a Siwa, donde se encuentran los oráculos más importantes: el Nemrut Dagi(una montaña en Turquía). También entiende que las víctimas representadas en la carta como el toro, el jabalí y el aire, respectivamente, el capitán Karamanlis, Vlassos Sargento (el que violó y mató a Heleni) y Michel (responsable de entregarla a la policía).
Mientras tanto, Michel y Norman están llevando a cabo su investigación, y seguimiento de Ari, el arqueólogo asistente, han confirmado que Claudio está vivo y es responsable de los numerosos asesinatos.
Michel ignora los descubrimientos de Mireille(su novia) para sí mismo, en la búsqueda de Claudio, mientras que Mireille y Norman buscan con todas sus fuerzas para alcanzarlo. El capitán y el sargento se encuentran en su camino, sin darse cuenta de ser atraídos hacia el lugar de su propósito.
Las vicisitudes emocionante hasta el Nemrut Dagi, donde Claudio mata al capitán Karamanlis y al sargento Vlassos, pero decidió salvar a Michel, que se las arregla para hacerle comprender cuánto ha sufrido todos estos años, consciente de haber causado el final de sus amigos por su debilidad.
Michel, Norman y Mireille, seguros de que volverán a reunirse con Claudio, y después de varios días, se preguntan cuál es la verdadera identidad del hombre que siempre ha guiado sus acciones, que al parecer no había nada que hacer actuando con los demás pero sobre todo, tan inevitable como el destino, que había salvado a Claudio de la muerte y ayudó en la explotación de la venganza de Heleni y a la sed de venganza de Claudio con el fin de eliminar a todos sus enemigos?.... Los protagonistas son un anagrama para la combinación de la caja fuerte donde había sido colocada la letra de la arqueóloga, tienen la palabra “Nessuno”, la identidad asumida por Ulises, el héroe homérico tema de la profecía registrada en la jarra de Tiresias: El último viaje Odiseo, que tuvo lugar sobre la tierra, cuya historia nunca se ha llegado a nosotros, la ausencia de un culto de Odiseo en Ítaca, su país, indica que uno nunca es consciente de las circunstancias de su muerte.
Por Claudio, pero la profecía de Tiresias se ha completado. El legendario "Nessuno" se fusiona el vaso con el oro y el oro producido es de una forma construida a su imagen, idéntica a las tumbas de las máscaras micénicas.

## Personajes
- Claudio Setti: Estudiante de arqueología italiano. Mantiene una relación con Heleni Kaloudis, relación que marcará el rumbo de la historia. Su personalidad cambia debido a giros de la novela, en la cual es el protagonista de principio a fin.

- Heleni Kaloudis: Estudiante griega, partícipe y promotora del movimiento estudiantil contra el gobierno militar. Es una chica decidida, con una fuerte personalidad. Tiene un trágico y prematuro final, pero su sombra planeará sobre el resto de personajes durante toda la novela.

- Michel Carrier: Estudiante de arqueología francés. Tiene una personalidad algo más retraída, pero una mente excelente. Una decisión le provoca arrepentimiento el resto de su vida, algo que el autor reflejará de manera bastante creíble en ciertos casos, y exagerada en otros.

- Norman Shields: Estudiante inglés de arqueología. Es hijo del embajador británico en Atenas, lo cual le concede ciertas ayudas en situaciones problemáticas.

- Aristotelis Malidis: Guardián de excavaciones y del Museo Nacional de Atenas. Es otro personaje rodeado de misterio, relacionado con el almirante Bogdanos y el Profesor Harvatis, a quienes ayudará a lo largo de la novela. Tiene un carácter afable pero con personalidad fuerte y decidida.

- Capitán Karamanlis: Inspector de la policía griega, con actuaciones muy comprometidas en los conflictos del Politécnico, hechos que marcarán su destino en la novela. Es un personaje inteligente pero impulsivo. Es apodado “El Toro” por antiguas acciones en la guerra civil griega.

- Sargento Vlassos: Miembro de la policía griega, especialmente inmiscuido en los hechos que afectan a nuestros protagonistas. Es apodado “El Cerdo”, por motivos que descubriremos en la novela.

- Mireille Saint-Cyr: Novia de Michel en su segunda época en Francia. Es miembro de la aristocracia y su familia no ve con buenos ojos su relación con Michel. De todos modos, es una chica decidida y apuesta por su relación sin reservas. Ayudará a resolver ciertos misterios.

- Almirante Bogdanos: Personaje misterioso por excelencia. Nunca sabremos como se llama, solo sabremos su descripción, que siempre sabe todo y que está dotado de una increíble inteligencia. Ayuda a Claudio a llevar su venganza, aunque también con intereses propios.

- Datos: Q3819654